# Zsuzsanna Borvendég
Zsuzsanna Borvendég (ur. 4 listopada 1974 w Tatabányi) – węgierska historyk i polityk, posłanka do Parlamentu Europejskiego X kadencji.

## Życiorys
Ukończyła historię (1999) i prawo (2001) na Katolickim Uniwersytecie Pétera Pázmánya. W 2016 doktoryzowała się w zakresie historii na podstawie pracy poświęconej wywiadowi w Węgierskiej Republiki Ludowej. Pracowała jako asystent badawczy w Archiwach Historycznego Węgierskiego Bezpieczeństwa Państwowego (1999–2019), następnie w państwowej instytucji badawczej Magyarságkutató Intézet. W pracy naukowej zajmowała się tematyką służb specjalnych i policji politycznej, ekonomii oraz stosunków międzynarodowych komunistycznych Węgier. Opublikowała kilka książek o tematyce historycznej.
Zaangażowała się w działalność polityczną w ramach Ruchu Naszej Ojczyzny. W wyborach do Parlamentu Europejskiego w 2024 otrzymała trzecie miejsce na liście tego ugrupowania. Uzyskała mandat eurodeputowanej X kadencji po tym, jak nie zdecydowali się go objąć László Toroczkai i Dóra Dúró.
Mężatka, ma troje dzieci.

## Odznaczenia
W 2022 odznaczona Orderem Zasługi V klasy.